# مخيم عايدة
مخيم عايدة يقع في المنطقة الغربية، بين بيت لحم وبيت جالا، على الناحية الغربية للطريق الرئيسي (الخليل ـ القدس).
أُنشئ هذا المخيم، عام 1948، في محافظة القدس، وكانت مساحته عند الإنشاء، 60 دونماً، أصبحت، الآن، 115 دونماً، والمسجلون داخل المخيم، حسب إحصائيات «وكالة الغوث» لعام 1995، بلغوا 3406 نسمة. لا يمتلك المخيم أراضي زراعية، ويعمل معظم القوى العاملة في بيت لحم، وبيت جالا، في بعض الورش، والأعمال الحرفية، في مدينة بيت لحم. وثمة بالمخيم مدارس تابعة لـ «وكالة الغوث»، للمرحلة الإلزامية، وروضتان، إحداهما تشرف عليها «الوكالة»، والأخرى خاصة. وفي المخيم مركز شباب اجتماعي، وفيه «جمعية الشبان المسلمين». يعاني المخيم، كغيره من المخيمات، العديد من المشاكل، منها شبكة المجاري، والبطالة لدى الخريجين.
مخيم عايدة: مثله مثل باقي مخيمات الضفة الغربية، فقد تأسس فوق قطعة من الأرض استأجرتها الأونروا من الحكومة الأردنية.
ويمتد مخيم عايدة فوق مساحة من الأرض تبلغ 0,71 كيلومتر مربع لم تنمُ بشكل كاف مع نمو مجتمع اللاجئين. ولذلك، فإن المخيم يعاني من مشاكل اكتظاظ شديدة. وفي العديد من الحالات، فإن منشآت الأونروا في مخيم عايدة تقدم أيضا الخدمات للاجئين في مخيم بيت جبرين المجاور. والمخيم مرتبط بشكل كامل بشبكة الكهرباء والمياه التابعة للبلدية، إلا أن شبكات المياه والصرف الصحي تعاني من الضعف.
وقد تعرض المخيم لصعوبة شديدة بشكل خاص خلال الانتفاضة الثانية عندما أصيبت المدرسة بأضرار بالغة علاوة على أنه تم تدمير 29 وحدة سكنية خلال الاجتياح الإسرائيلي.
وتبلغ نسبة البطالة 43%، وهي تتأثر بعدم الإمكانية المتزايدة للوصول إلى سوق العمل الإسرائيلي.
إحصائيات
أكثر من 4,700 لاجئ مسجل
نسبة البطالة 20,6%، ويعاني 8,7% من فقر مطلق
مدرسة واحدة للذكور تعمل بنظام الفترة الواحدة، أما البنات يدرسون في مدارس بيت جالا
مركز توزيع أغذية واحد.
لا يوجد مراكز صحية في المخيم، ويذهب السكان إلى الدهيشة أو بيت لحم للحصول على الخدمات الصحية.

## السكان
يعود اللاجئون باصولهم في إلى 43 قرية مدمرة في غرب وجنوب غرب القدس وغرب الخليل وكانت تابعة لقضاء القدس وقضاء الخليل، منها الولجة ودير عمرو والقبو وعجور وعلار ودير آبان والمالحة وراس أبو عمار وبيت نتيف.

## أعلام بارزون
- أمل جادو